# تسريح العمال في صناعة ألعاب الفيديو (2023-2024)
بدءا من عام 2023 واستمرارا حتى عام 2024 شهدت صناعة ألعاب الفيديو عمليات تسريح جماعي للعمال. تم فقدان أكثر من 10000 وظيفة في عام 2023 وفقدت 10800 وظيفة إضافية في عام 2024 في الفترة من يناير إلى يونيو. كان لعمليات تسريح العمال هذه تأثيرات مدوية على كل من استوديوهات تطوير الألعاب القائمة والشركات الناشئة مما أثر على الموظفين والمشاريع والمشهد العام لصناعة الألعاب. تسببت عمليات تسريح العمال في إلغاء العديد من ألعاب الفيديو وإغلاق استوديوهات ألعاب الفيديو أو سحب استثماراتها من الشركة الأم وفقد آلاف الموظفين وظائفهم.
حدثت معظم عمليات تخفيض الوظائف في أمريكا الشمالية وأوروبا وكانت صناعة ألعاب الفيديو في الولايات المتحدة هي الأكثر تضررا تليها كندا والمملكة المتحدة وبولندا. قام أكثر من 30 استوديوا لتطوير ألعاب الفيديو بتسريح موظفيهم بالكامل وأغلقوا أبوابهم. يشير استطلاع جديد أجرته الرابطة الدولية لمطوري الألعاب استنادا إلى بيانات عام 2023 إلى معدل بطالة عالمي يبلغ 4.8% في صناعة الألعاب. ويعتقد بعض خبراء الصناعة أن المعدل في الولايات المتحدة قد يصل الآن إلى ضعف هذا المعدل.
يشير المدير التنفيذي لشركة sdv;hkh (مجموعة إن بي دي) مات بيسكاتيلا إلى أن التوقعات الأكثر تفاؤلا تشير إلى انخفاض محتمل بنحو 2% في صناعة ألعاب الفيديو الأمريكية في عام 2024. ومع ذلك فإن المنظور الأكثر تشاؤما قد يشهد انخفاضا بنحو 10% مع واحتمال حدوث تراجع أكبر إذا ساءت الظروف بشكل كبير. وفقا لتقرير صادر عن دي دي إم غيمز فإن الصناعة حاليا في "مرحلة إعادة الضبط". تقوم الشركات بإعادة هيكلة عملياتها من خلال عمليات الإغلاق وتسريح العمال وتصفية الاستثمارات. وقد تراجعت طفرة النمو الناجمة عن الجائحة الأمر الذي أدى إلى الحاجة إلى إعادة المعايرة.

## الأسباب
لم تكن عمليات تسريح العمال حدثا فرديا بل كانت تتويجا لعدة عوامل متقاربة. أدى جائحة كوفيد-19 بشكل غير متوقع إلى زيادة الطلب على ألعاب الفيديو. وقد دفع هذا الشركات إلى القيام باستثمارات طموحة في عمليات الاستحواذ والاندماج وزيادة عدد الموظفين متوقعة نموا مستداما. ومع ذلك مع إعادة فتح العالم وعودة السوق إلى اتجاهات ما قبل الوباء أثبت النمو السريع أنه غير مستدام ووجدت الشركات نفسها في مواجهة تكاليف تشغيلية متضخمة مما استلزم إجراء تخفيضات.

### ارتفاع تكاليف التطوير
ارتفعت تكلفة تطوير ألعاب أ أ أ بشكل مطرد في السنوات الأخيرة بسبب عدة عوامل. التعقيد المتزايد لتصميم اللعبة واعتماد التقنيات المتقدمة لإنشاء تجارب "مذهلة بصريا" وارتفاع توقعات اللاعبين للمحتوى الموسع والسينمائي كلها ساهمت في تضخم التكلفة. وقد وضع هذا ضغطا هائلا على ميزانيات الشركة. أدى التباطؤ الاقتصادي العالمي في عام 2024 إلى جانب ارتفاع أسعار الفائدة إلى زيادة صعوبة تأمين التمويل للشركات. وقد أدى ذلك إلى الحد من قدرتهم على الاستثمار في مشاريع جديدة والحفاظ على المشاريع القائمة مما ساهم بشكل أكبر في الحاجة إلى تخفيض القوى العاملة.
وفقا لتقرير استشهدت به هيئة المنافسة والأسواق ارتفعت ميزانيات تطوير ألعاب الفيديو أ أ أ في السنوات الأخيرة. بينما كانت ميزانيات إصدارات أ أ أ سابقا تتراوح بين 50-150 مليون دولار فإن الألعاب المقرر إصدارها في عام 2024 أو 2025 تشهد الآن ميزانيات تبلغ 200 مليون دولار وأكثر. تتمتع بعض الامتيازات مثل كول أوف ديوتي وجراند ثفت أوتو بميزانيات تتجاوز 300 مليون دولار و250 مليون دولار على التوالي. بالإضافة إلى ذلك وفقا لهيئة المنافسة والأسواق ذكر أحد الناشرين الرئيسيين أن لعبة أ أ أ واحدة يمكن أن تتراوح تكاليف تطويرها بين 90-180 مليون دولار وميزانيات تسويق تتراوح بين 50-150 مليون دولار. بالنسبة لبعض الامتيازات مثل تلك التي ذكرتها هيئة أسواق المال بلغت تكاليف التطوير والتسويق مجتمعة 660 مليون دولار وحوالي 550 مليون دولار على التوالي. لاحظت أكتيفجن الحاجة المتزايدة لاستوديوهات متعددة لتلبية متطلبات إصدارات كول أوف ديوتي السنوية مما أدى إلى زيادة الاعتماد على الاستعانة بمصادر خارجية. وفقا لبلومبرج يتوقع المسؤولون التنفيذيون في مجال ألعاب الفيديو وجود اتجاه نحو الألعاب ذات الميزانيات الكبيرة التي تتحمل مخاطر أقل وتعتمد على حقوق الملكية الفكرية الراسخة خاصة مع استمرار ارتفاع تكاليف تطوير الألعاب. أبرز مارتن سيبيل نائب الرئيس في تنيسنت غيمز والمسؤول التنفيذي السابق في إلكترونيك آرتس الصعوبة المتزايدة في المخاطرة داخل الصناعة.
دفع ارتفاع تكاليف التطوير ناشري ألعاب الفيديو إما إلى إلغاء ألعابهم أو تأخيرها وتسريح فرق التطوير. أعلنت مجموعة امبريسر بشكل خاص عن إلغاء 29 عنوانا. ألغت شركة مايكروسوفت للألعاب لعبة أوديسي وهي لعبة عملت عليها شركة بليزارد إنترتينمنت لأكثر من 6 سنوات وسرحت بعضا من نفس الموظفين الذين عملوا في أوديسي. ألغت شركة سوني خدمة البث المباشر للعبة من نوتي دوغ وستوديو لندن مما أدى إلى تسريح العمال في كلا الاستوديوين. ألغت شركة إلكترونيك آرتس لعبة حرب النجوم بدون عنوان من إنتاج ريسباون إنترتينمنت مما يشير إلى تحول التركيز بعيدا عن العناوين المرخصة نحو ألعاب الخدمة المباشرة والملكية الفكرية الأصلية. ألغت يوبي سوفت ثلاث ألعاب غير معلنة سابقا في يناير 2023 مشيرة إلى النتائج المالية الكئيبة من الربع السابق.
تم إغلاق بعض استوديوهات تطوير الألعاب أ أ أ التي تم تأسيسها حديثا مثل ريدجلاين غيمز وديفييشن غيمز حتى قبل إطلاق أول لعبة فيديو خاصة بهم. تم إغلاق ريدجلاين غيمز التي تأسست في عام 2021 بعد ثلاث سنوات فقط في عام 2024. وكان يقودها سابقا مدير اللعبة ماركوس ليتو الذي اتخذ قرارا بمغادرة ريدجلاين غيمز. قامت إلكترونيك آرتس بتسريح الفريق بأكمله في 29 فبراير 2024. تم إغلاق شركة ديفييشن غيمز في 1 مارس 2024 بعد أربع سنوات فقط من إنشائها في عام 2020. غادر المؤسس المشارك للاستوديو جيسون بلونديل الشركة في عام 2022 وألغى الاستوديو لعبة الخدمة الحية أ أ أ الجديدة في عام 2023. بعد أقل من عامين من افتتاح الاستوديو أغلقت شركة بريتانيا ميديا شركة كروب سيركل غيمز مشيرة إلى "تغير أذواق المستهلكين" و"تغير الظروف الاقتصادية بسبب الوباء". عنوان وحدة التحكم العالمية أ أ أ تم إغلاقه بعد 4 سنوات فقط من إنشائه.

### تغير أذواق المستهلكين
دفعت النفقات المتصاعدة المرتبطة بتطوير ألعاب الفيديو شركات الألعاب الكبرى مثل سوني ووارنر براذرز غيمز إلى التركيز على إنشاء ألعاب متنقلة وخدمة حية. كما أثرت عمليات تسريح العمال وإغلاق الاستوديوهات على شركات الألعاب الحية الناجحة مثل إيبك غيمز وبنجي. تم إغلاق العديد من ألعاب الخدمة المباشرة التي تم إطلاقها في عام 2023 في غضون أشهر مما أثر على المطورين والناشرين على حد سواء. واجهت هذه الألعاب التي توظف جزءا كبيرا من القوى العاملة في الصناعة وتحقق أرباحا كبيرة تحديات بما في ذلك ارتفاع تكاليف التطوير وتعب المستخدم من تحقيق الدخل وانخفاض الإيرادات بعد فيروس كورونا. بالإضافة إلى ذلك فإن الاتجاهات مثل لعبة باتل رويال آخذة في النضج وتوسيع الامتيازات لمنصات الهاتف المحمول لا يؤدي دائما إلى تحقيق عوائد متوقعة. واجه دخول سوني إلى خدمة الألعاب المباشرة تحديات وتأخيرات كبيرة مما أدى إلى تأجيل العديد من عناوين الخدمة المباشرة الرئيسية.
على الرغم من أن مبادرات الخدمة الحية أصبحت أكثر شعبية إلا أن 68% من المنتجين يقولون إن خطوط الأنابيب الخاصة بهم لا يمكنها دعم هذا النوع من المشاريع. علاوة على ذلك تتوقع 53% من الاستوديوهات الكبرى صعوبات في التعامل مع ديونها الفنية. قال 88% من المطورين الذين تم سؤالهم إنهم يتطلعون إلى دمج أدوات جديدة في سير عملهم بسبب الارتفاع الحاد في نفقات إنتاج الألعاب وتعقيدها. يقترب السوق من التشبع مما يؤدي إلى زيادة المنافسة على وقت اللاعب وارتفاع تكاليف اكتساب المستخدم.

### تباطؤ ما بعد الوباء
أحدثت الأشهر القليلة الأولى من جائحة فيروس كورونا زيادة حادة في إيرادات قطاع الألعاب في جميع أنحاء العالم حيث بحث الناس عن الترفيه الداخلي. وفقا لمجموعة المعلومات الدولية في عام 2020 ارتفعت الإيرادات من ألعاب الهاتف المحمول بنسبة 32.8% إلى 99.9 مليار دولار بينما زاد الإنفاق على ألعاب الكمبيوتر الشخصي وأجهزة ماكنتوش الرقمية بنسبة 7.4% إلى 35.6 مليار دولار. كما زاد المبلغ الذي تم إنفاقه على ألعاب وحدة التحكم المنزلية بشكل ملحوظ أيضا حيث وصل إلى 42.9 مليار دولار بزيادة 33.9%.
في السنوات التالية توقف هذا النمط المتنامي فجأة. وانخفض نمو الإيرادات من ألعاب الهاتف المحمول بنسبة 15% في عام 2021 ثم انخفض بشكل أكبر في عامي 2022 و2023 إلى -3.3% و-3.1% على التوالي. شهدت مبيعات ألعاب الكمبيوتر الشخصي وأجهزة ماكنتوش ارتفاعا قصيرا بنسبة 8.7% في عام 2021 وانخفاضا بنسبة 1.4% في عام 2022 وانتعاشا بنسبة 2.1% في عام 2023. وبالمثل بعد الارتفاع في عام 2020 استقر الإنفاق على ألعاب وحدات التحكم في عام 2021 بنمو بنسبة 0.7٪ يليه انخفاض بنسبة 3.4٪ في عام 2022 قبل العودة إلى النمو بنسبة 5.9٪ في عام 2023.
الاتجاه الجديد في صناعة ألعاب الفيديو ميتافيرس دفع العديد من المستثمرين والشركات إلى الاعتقاد بأنه مستقبل صناعة الألعاب. قامت شركات مثل ميتا ومايكروسوفت باستثمارات كبيرة في هذا المجال. واجه ميتافيرس تحديات أثرت على توقعات المستثمرين. أعلنت شركة ميتا عن خسائر تشغيلية كبيرة بلغت 13.72 مليار دولار في قسم ميتافيرس الخاص بها في عام 2021 مما أثار مخاوف المستثمرين. إن اعتراف ميتا بأن التنفيذ الكامل لمنتجات ميتافيرس قد يستغرق من 10 إلى 15 عاما أخرى يختبر صبر المستثمرين مع أفقها طويل المدى. لقد أثر التضخم والشكوك الاقتصادية على سلوك المستهلك مما أدى إلى تأخير اعتماد التقنيات المرتبطة بميتافيرس مثل سماعات الرأس. قامت ميتا بتعديل أهدافها الشهرية للمستخدمين النشطين تنازليا من 500000 بحلول نهاية عام 2022 إلى 280000 مما خيب آمال المستثمرين بمشاركة أقل من المتوقع.

### عمليات الدمج والاستحواذ
أحد الأسباب الرئيسية لتسريح العمال في صناعة ألعاب الفيديو هو عمليات الاندماج والاستحواذ. اعتقدت شركات ألعاب الفيديو أن النمو الكبير الذي شهدته خلال الوباء سيستمر بعد ذلك مما دفع العديد من الشركات إلى استكشاف عمليات الاندماج والاستحواذ. بين عامي 2020 و2024 حدثت 16 عملية استحواذ من أصل 22 أغلى عملية استحواذ على ألعاب الفيديو في تاريخ ألعاب الفيديو مع قيام لاعبين رئيسيين مثل مايكروسوفت وسوني ومجموعة امبريسر وتينسنت وتيك-تو إنترأكتيف وإلكترونيك آرتس بإجراء عملية استحواذ واحدة على الأقل.
بعد عدة عمليات استحواذ أعلنت مجموعة إمبراسر أنها ستخضع لعملية إعادة هيكلة كبيرة للشركة بما في ذلك إغلاق الاستوديوهات وتسريح الموظفين وإلغاء العشرات من مشاريع ألعاب الفيديو. واجهت مجموعة إمبراسر انتكاسة عندما فشلت صفقة بقيمة 2 مليار دولار مع شريك مجهول تم الكشف عنها لاحقا على أنها مجموعة سافي غيمز. وكانت شركة سافي المملوكة لصندوق الاستثمارات العامة السيادي السعودي قد استثمرت بالفعل مليار دولار في شركة إمبراسر. بعد انهيار الصفقة أعلنت مجموعة إمبراسر عن إعادة الهيكلة بما في ذلك إغلاق الاستوديوهات أو بيعها وإيقاف تطوير اللعبة مؤقتا. لا تزال الأسباب الكامنة وراء انهيار الصفقة غير معلنة ولكن كان الهدف منها ترسيخ سافي كلاعب رئيسي في صناعة الألعاب. وكان الرئيس التنفيذي لمجموعة إمبراسر لارس وينجفورس قد واجه في السابق انتقادات لقبوله الاستثمار من سافي بسبب مخاوف بشأن انتهاكات حقوق الإنسان من قبل الحكومة السعودية. بعد عدة برامج إعادة هيكلة خفضت مجموعة إمبراسر عدد موظفيها بمقدار 4,532 وأغلقت أو تجريد 44 استوديوا داخليا وخارجيا وخفضت عدد مشاريع الألعاب بمقدار 80.
اختارت العديد من الاستوديوهات والناشرين التابعين لمجموعة إمبراسر وسيجا ومايكروسفت للألعاب الانفصال عن شركاتهم الأم أو اضطروا إلى بيعهم مما أدى إلى تسريح العمال بشكل جماعي. في 29 فبراير 2024 كشف استوديو مايكروسفت للألعاب تويز فور بوب عن قراره بالانفصال عن أكتيفيجن والعمل كاستوديو مستقل مع الإعراب عن الانفتاح على التعاون مع كل من أكتيفيجن ومايكروسوفت في المشاريع المستقبلية. أعلنت مجموعة إمبراسر عن خطط لتجريد سايبر إنتراكتيف من شركة خاصة مقابل 500 مليون دولار. في 28 مارس 2024 أعلنت شركة تيك-تو إنترأكتيف عن نيتها الاستحواذ على برنامج جيربوكس سوفتوير من مجموعة إمبراسر مقابل 460 مليون دولار. في نفس اليوم باعت شركة سيجا شركة ريليك إنترتينمنت إلى مستثمر غير محدد وباعت مجموعة ثاندرفول ألعاب هيد-أب إلى شركة مايكروكاتس القابضة. استحوذت شركة ثاندرفول في البداية على هيد أب غيمز مقابل 11 مليون يورو في عام 2021.

### الغزو الروسي لأوكرانيا
في فبراير 2022 تسبب الغزو الروسي لأوكرانيا في نزوح جماعي للاستوديوهات والمطورين الروس حيث تم تأسيس العديد منها في قبرص. بحلول أبريل كان 42% من المطورين الروس إما قد غادروا البلاد بالفعل أو وضعوا خططا للمغادرة في الأشهر القليلة المقبلة. أبلغ المطورون الروس خارج البلاد عن صعوبة الحصول على مشاريع ممولة من الناشرين بسبب انخفاض الثقة. عانى سوق الألعاب عبر الإنترنت في روسيا من انخفاض بنسبة 80% في ذلك العام وانهار السوق في كل من روسيا وبيلاروسيا. توقفت العديد من شركات ألعاب الفيديو الغربية عن العمل في روسيا وتوقفت جميع المعارض التجارية الروسية الكبرى لألعاب الفيديو - والتي لم يعقد الكثير منها منذ عام 2019 بسبب الوباء. وشمل ذلك إيغرومير وكوميك-كون روسيا بالإضافة إلى العديد من أحداث الرياضة الإلكترونية.
أصدر فلاديمير بوتين سلسلة من المراسيم على مدى العامين التاليين بهدف تنشيط صناعة الألعاب الروسية وقد سخر المراقبون الخارجيون من هذه الإجراءات باعتبارها غير فعالة ومن المستحيل تحقيقها. وشملت هذه الإجراءات تقنين القرصنة بشكل فعال وأوامر إنشاء "الفنون الإلكترونية الروسية" وهو محرك ألعاب للتنافس مع أنريل إنجن وإنشاء وحدة تحكم ألعاب على قدم المساواة مع بلاي ستيشن 5 وإكس بوكس في ثلاثة أشهر فقط. وذكرت صحيفة كوميرسانت أن مثل هذا المشروع سيستغرق عقدا من الزمن وأشار آخرون إلى أن القيود المفروضة على استيراد الرقائق إلى روسيا ستجعل الأمر أكثر صعوبة. تساءل موقع تيكديرت عن مدى فهم بوتين لصناعة الألعاب نظرا لأنه كان يبلغ من العمر 71 عاما وقت طلب وحدة التحكم.
استمر تطوير اللعبة داخل بعض الاستوديوهات الأوكرانية خلال الحرب على الرغم من أن انقطاع التيار الكهربائي أدى بالطبع إلى تعطيل العمليات. استمر مكتب دنيبرو التابع لشركة نوردكارينت في التطوير حتى بعد انفجار قنبلة على بعد خمسين مترا من المبنى وتحطيم النوافذ. أوروم داست هو استوديو مكون من خليط من الأوكرانيين والروس الذين يعارضون الحرب وقد واصلوا العمل معا على الرغم من القتال.

### عوامل أخرى
كانت المنظمة التي شهدت أكبر عدد من عمليات التسريح من العمل في العام الأول هي يونيتي مع فقدان 2900 وظيفة عبر عدة جولات نسبة كبيرة من خسائر القطاع البالغة 16000 بحلول يناير 2024. حدثت غالبية هذه التغييرات في أعقاب تغيير مثير للجدل في الأسعار يُطلق عليه "رسوم وقت التشغيل". تسببت هذه السياسة في رد فعل عنيف من المجتمع ومقاطعة المطورين. أعلن عدد من الاستوديوهات أنهم سيبتعدون عن المحرك بشكل دائم في أعقاب القرار وتم تطوير أدوات للمساعدة في نقل المشاريع الحالية بعيدا عن يونيتي. أدى الحادث في النهاية إلى استقالة الرئيس التنفيذي لشركة يونيتي جون ريكيتيلو بالإضافة إلى قائد قسم المحركات رئيس يونيني كرييت مارك ويتن.

## تسريح العمال الكبرى

### 2023

#### يناير
في 17 يناير 2023 قامت شركة يونيتي بتسريح 284 موظفا كجزء من إعادة تقييم الأهداف والاستراتيجيات والغايات والأولويات استجابة للظروف الاقتصادية الحالية. وفقا للرئيس التنفيذي للشركة جون ريكيتييلو فإن عمليات التسريح تهدف إلى معالجة التداخل ووضع مشاريع معينة على الرف لضمان قوة الشركة في المستقبل.
في 31 يناير 2023 كجزء من تخفيضات أكبر في الوظائف في مايكروسوفت قامت 343 إندستريز بتسريح 95 موظفا بعد الإطلاق "المخيب للآمال" لوضع اللعب الجماعي في هيلو إنفنت. كما ورد أن بيثيسدا غيم ستوديوز تأثرت أيضا بتسريح العمال من شركة مايكروسوفت.

#### مارس
في 1 مارس 2023 أعلنت شركة غيملوفت أنها ستغلق الاستوديو الخاص بها في بودابست بالمجر وتسرح جميع موظفيها في المجر والذي يضم حوالي 100 مطور. ذكرت شركة غيملوفت في بيان لها أن الشركة وجدت قرار إغلاق الاستوديو "صعبا" وأوضحت أن شركة غيملوفت "تعمل على إيجاد أفضل حل ممكن للموظفين المعنيين".
في 29 مارس 2023 قامت شركة إلكترونكس آرتس بتسريح 6% من قوتها العاملة كجزء من تحول استراتيجي لإعادة تقييم استراتيجيتها الاستثمارية وتقليل المساحة المكتبية وفقا لما جاء في منشور مدونة للرئيس التنفيذي لشركة إلكترونكس آرتس أندرو ويلسون. كان الهدف من تسريح العمال هو الابتعاد عن المشاريع التي لم تساهم في استراتيجية إلكترونكس آرتس ومراجعة بصمتها العقارية وإعادة هيكلة بعض الفرق. في حين لم يتم ذكر الإدارات المحددة المتضررة من عمليات التسريح فقد تم بذل الجهود لتوفير الفرص للعمال المتأثرين للانتقال إلى مشاريع أخرى حيثما أمكن ذلك.

#### مايو
في 3 مايو 2023 أعلنت شركة يونيتي عن خطط لإلغاء ما يقرب من 600 وظيفة أي ما يقرب من 8٪ من قوتها العاملة. وبالإضافة إلى ذلك تعتزم يونيتي تقليص شبكتها العالمية من المكاتب على مدى السنوات القليلة المقبلة من 58 إلى أقل من 30.
في 23 مايو 2023 أعلنت شركة سيغا أنها ستسرح 121 موظفا في شركة ريليك للترفيه. ذكرت سيجا في بيان لها أنها تقوم بإعادة هيكلة الاستوديو للتركيز على الامتيازات الأساسية.

#### يونيو
في 21 يونيو 2023 أعلنت نيانتيك عن تسريح 230 موظفا وإغلاق الاستوديو الخاص بها في لوس أنجلوس. توقفت الشركة عن دعم إن بي أيه أول وورلد وأوقفت إنتاج مارفل: عالم الأبطال مع تركيز جهودها على لعبتها الرئيسية بوكيمون غو. أرجع الرئيس التنفيذي جون هانكي التغييرات التنظيمية إلى بيئة السوق الصعبة مشيرا إلى التباطؤ الاقتصادي العالمي وزيادة المنافسة في سوق ألعاب الهاتف المحمول.

#### أغسطس
في 31 أغسطس 2023 تم إغلاق فوليشن بعد صفقة مجموعة امبريسر الفاشلة بقيمة 2 مليار دولار. تعطلت استراتيجية نمو مجموعة امبريسر عندما انسحب شريكها مجموعة سافي غيمز من صفقة بقيمة 2 مليار دولار في مايو. تعمل شركة سافي المملوكة لصندوق الاستثمارات العامة السيادي في المملكة العربية السعودية بمثابة أداة استثمارية لصناعة الألعاب. بعد انهيار الصفقة بدأت مجموعة امبريسر عملية إعادة الهيكلة بما في ذلك إغلاق الاستوديو وإيقاف تطوير اللعبة مؤقتا. قبل الإنهاء كانت سافي قد استثمرت بالفعل مليار دولار أمريكي في مجموعة امبريسر مما مكنها من التوسع من خلال الاستحواذ على الشركات.

#### سبتمبر
في 17 سبتمبر 2023 أعلنت يوبيسوفت عن إغلاق يوبيسوفت لندن كجزء من الجهود الرامية إلى "تعزيز الكفاءة وتبسيط العمليات". وفقا لتاريخ ألعاب الفيديو أثرت هذه الخطوة على 54 موظفا.
في 28 سبتمبر 2023 أعلنت إبيك غيمز عن تسريح العمال مما أثر على 16% من قوتها العاملة أو حوالي 830 موظفا. تم نشر الخبر في البداية بواسطة بلومبرج قبل أن تنشر إبيك غيمز مذكرتها الداخلية عبر الإنترنت. وأوضح الرئيس التنفيذي تيم سويني في رسالة بالبريد الإلكتروني للموظفين أن القرار كان بسبب الوضع المالي المستمر للشركة مشيرا إلى أنهم كانوا ينفقون أموالا أكثر مما كانوا يكسبون. أعرب سويني عن تفاؤله بشأن اجتياز المرحلة الانتقالية دون تسريح العمال لكنه أقر بأن ذلك لم يكن واقعيًا عند النظر إلى الماضي.

#### أكتوبر
في 31 أكتوبر 2023 أعلنت بنجي عن تسريح العمال مما أثر على ما يقرب من 100 موظف. إلى جانب تسريح العمال كشفت الشركة أيضا عن تأخير لعبتين قادمتين: ماراثون وتوسعة القدر 2: الشكل النهائي. وفقا لبلومبرج حدثت عمليات التسريح من العمل بعد عدة أسابيع من اجتماع كشف فيه المسؤولون التنفيذيون أن إيرادات بنجي كانت أقل بنسبة 45٪ من المتوقع. خلال الاجتماع أرجع الرئيس التنفيذي بيت بارسونز النقص في الإيرادات إلى لايتفول.

#### نوفمبر
في 7 نوفمبر 2023 أعلنت يوبيسوفت عن إجمالي 124 عملية تسريح للعمال وفقا لما أوردته آي جي إن. أثرت عمليات التسريح في المقام الأول على العاملين في مجال الإدارة وتكنولوجيا المعلومات حيث يوجد 98 منهم في كندا. ويمثل هذا التخفيض حوالي 2% من القوى العاملة الكندية في الشركة. وكان من بين المتضررين موظفين من استوديو هايبرايد في إف إكس.
في 13 نوفمبر 2023 أعلنت أمازون غيمز عن إلغاء أكثر من 180 وظيفة في قسم ألعاب أمازون التابع لها. تتضمن إعادة الهيكلة إغلاق أجزاء من الأعمال المتعلقة ببث ألعاب الطرف الثالث ودعمها بما في ذلك مبادرات نمو اللعبة وقناة التاج. وأكد كريستوف هارتمان نائب رئيس شركة أمازون غيمز أن القرار جاء نتيجة مداولات وتخطيط مكثف لمستقبل الشركة.
في 14 نوفمبر 2023 أعلنت شركة ديجيتال براذرز عن تخفيض بنسبة 30% في قوتها العاملة العالمية. القرار مدفوع بتحول استراتيجي نحو إعطاء الأولوية "للألقاب الناجحة عالية الجودة وطويلة الأمد". ستؤثر عملية إعادة الهيكلة في المقام الأول على الاستوديوهات حيث من المتوقع أن تتأثر حوالي 30% من القوى العاملة العالمية.
في 29 نوفمبر 2023 أعلنت شركة يونيتي عن تسريح 265 موظفا يشكلون 3.8% من قوتها العاملة. تعتبر عمليات تسريح العمال جزءا من "إعادة ضبط الشركة" كما ذكرت رويترز. كان جميع العمال المتأثرين البالغ عددهم 256 من قسم ويتا ديجيتال التابع لشركة يونيتي والذي تم الاستحواذ عليه في صفقة بقيمة 1.6 مليار دولار في عام 2021. بالإضافة إلى ذلك تم تضمين العديد من أدوات ويتا و275 موظفا في عملية الاستحواذ. في المجمل قامت شركة يونيتي بتسريح أكثر من 1100 شخص في عام 2023.

#### ديسمبر
في 11 ديسمبر 2023 تم إغلاق شركة كرايتيك يو كي كجزء من خطط إعادة هيكلة مجموعة امبريسر في أعقاب الصفقة الفاشلة بقيمة 2 مليار دولار مما أدى إلى تسريح 80 موظفا.

### 2024

#### يناير
في بداية العام أعلنت شركات يونيتي وتويتش وبلايتيكا وديسكورد عن عمليات تسريح منفصلة للعمال مما أثر على 1800 و500 و400 و170 وظيفة على التوالي. عزت يونيتي تسريح العمال إلى إعادة الهيكلة التي تهدف إلى إعادة التركيز على أعمالها الأساسية لتحقيق الربحية على المدى الطويل. ذكر الرئيس التنفيذي لشركة تويتش أنه على الرغم من دفع أكثر من مليار دولار إلى القائمين على البث في العام السابق إلا أن حجم الشركة لم يتماشى مع مسار نموها.
في 22 يناير 2024 أعلنت شركة ريوت غيمز عن عملية إعادة هيكلة كبيرة أدت إلى تسريح 530 موظفا وهو ما يمثل حوالي 11% من إجمالي القوى العاملة في الشركة. أغلقت الشركة أيضا علامة النشر المستقلة لشركة ريوت غيمز ريوت فورج. تم اتخاذ القرار كجزء من استراتيجية شركة ريوت لإعادة التركيز على عدد أقل من المشاريع عالية التأثير بهدف تحقيق مستقبل أكثر استدامة.
في 25 يناير 2024 خضعت مايكروسوفت للألعاب لعملية إعادة هيكلة كبيرة مما أدى إلى تسريح 1900 موظف. بالإضافة إلى ذلك غادر رئيس شركة بليزارد للترفيه مايك يبارا والمؤسس المشارك لشركة بليزارد وكبير مسؤولي التصميمألين أدهم الشركة. كجزء من إعادة الهيكلة ألغت شركة مايكروسوفت للألعاب لعبة بروجيكست أوديسي من شركة بليزارد للترفيه وقامت بتسريح الفرق الرئيسية العاملة على أوفرواتش 2. أفادت التقارير أن ستوديو مايكروسوفت للألعاب مثل تويز فور بوب وسلدج همر غيمز تعرضت لخسارة تزيد عن 30% من موظفيها بسبب تسريح العمال. غالبية الذين تم تسريحهم كانوا من أكتيفجن بليزارد.
في 29 يناير 2024 قامت شركة إيدوس مونتريال بتسريح حوالي 97 موظفا كجزء من إعادة الهيكلة المستمرة داخل مجموعة امبريسر. بالإضافة إلى ذلك ورد أن الشركة ألغت لعبتها الجديدة ديوس إكس والتي يقال إنها كانت قيد التطوير لمدة عامين. أشارت إيدوس مونتريال إلى السياق الاقتصادي العالمي وتحديات الصناعة وإعادة الهيكلة الشاملة التي أعلنتها شركة امبريسر كأسباب للتأثير على الاستوديو الخاص بهم.

#### فبراير
في 27 فبراير 2024 أعلنت شركة سوني إنتراكتيف إنترتينمنت عن تسريح 900 موظف في استوديوهات مختلفة. وأرجعت الشركة القرار إلى إعادة هيكلة العمليات استجابة للمشهد الاقتصادي المتطور والتغيرات في استراتيجيات تطوير المنتجات وتوزيعها وإطلاقها. سوف تختلف الجداول الزمنية للتسريح حسب الموقع. بالإضافة إلى ذلك سيتم إغلاق استوديو بلاي ستيشن في لندن بالكامل.
في 28 فبراير 2024 أعلنت شركة إلكترونكس آرتس عن تسريح 670 موظفا. أوضح أندرو ويلسون الرئيس التنفيذي لشركة إلكترونكس آرتس تركيز الشركة على الملكية الفكرية المملوكة والرياضة والمجتمعات الضخمة عبر الإنترنت كجزء من تقدم أعمالها. بالإضافة إلى ذلك قامت إلكترونكس آرتس بإغلاق ريدج لاين غيمز وألغت لعبة حرب النجوم للاعب واحد تم تطويرها بواسطة ريسباون للترفيه. وشملت هذه التخفيضات 23 وظيفة في ريسباون تم الإعلان عنها في مارس 2024.

#### مارس
في 8 مارس 2024 قامت شركة سيغا الأمريكية بتسريح 61 موظفا في أقسام الأسئلة والأجوبة والتعريب. في 28 مارس 2024 أعلنت سيغا عن عمليات تسريح كبيرة للعمال مما أثر على سيغا أوروبا وذا كريتيف أسمبلي وهاردلايت. أبلغ الرئيس التنفيذي لشركة سيجا أوروبا يورغن بوست الموظفين عبر البريد الإلكتروني بالتخفيضات وبيع ريليك للترفيه المسؤولة عن كامباني أوف هيروز وداون أوف وار. تأثر ما يقرب من 240 منصبا في جميع أنحاء سيجا أوروبا وذا كريتيف أسمبلي وعدد محدود في هاردلايت. والجدير بالذكر أن المطورين سبورتس انتراكتف واستوديو تو بوينت لم يتم ذكرهم في الإعلان. أعلن يورغن بوست عن بيع شركة ريليك للترفيه كجزء من جهود إعادة هيكلة سيجا. وأكد أن الاستوديو سينتقل للعمل بشكل مستقل إيذانا بخروجه من سيجا. أعرب بوست عن دعم سيجا لريليك خلال هذا الانتقال وتمنى لهم النجاح في مساعيهم المستقبلية. بعد أسبوع واحد قامت ريليك بتسريح أكثر من 40 موظفا.
في نفس اليوم أعلن لارس وينجفورس الرئيس التنفيذي لمجموعة امبريسر عن اختتام برنامج إعادة هيكلة الشركة مما أدى إلى فقدان 1400 وظيفة وإغلاق ثلاثة استوديوهات. صرحت شركة وينغفورس أن امبريسر ليس لديها خطط لبيع المزيد من أعمالها بعد بيع غيربوكس سوفتوير وسابر انتراكتف.

#### أبريل
في 16 أبريل 2024 أعلنت شركة تيك-تو إنترأكتيف عن خطط لتسريح 5% من قوتها العاملة وإلغاء العديد من مشاريع ألعاب الفيديو. واستشهدت الشركة بخطة لخفض التكاليف وتوقعت أن يتراوح إجمالي الرسوم من 160 مليون دولار إلى 200 مليون دولار. ومن المتوقع أن يتم تنفيذ هذه الإجراءات إلى حد كبير بحلول 31 ديسمبر 2024. في السابق ذكرت شركة تيك-تو إنترأكتيف أنهم كانوا يعملون على "تخفيضات كبيرة في التكاليف" لكنهم ذكروا أنه ليس لديهم خطط حالية لتسريح العمال.

#### مايو
في 1 مايو 2024 ذكرت بلومبرج أن شركة تيك-تو إنترأكتيف تخطط لإغلاق استديوهين كجزء من عملية تسريح جماعي للعمال أُعلن عنها في الشهر السابق: رول7 وكيربال سبيس بروجرام 2. بالإضافة إلى ذلك قامت شركة تيك-تو إنترأكتيف بتسريح "الغالبية العظمى" من فرق بريفيت ديفيجن في سياتل ونيويورك ولاس فيغاس وميونيخ.
في 7 مايو 2024 أغلقت مايكروسوفت للألعاب أربعة استوديوهات: تانغو جيم وركس وأركين ستوديوز وألفا دوغ غيمز. بالإضافة إلى ذلك سيتم دمج استوديوهات روندهاوس في زينيماكس أونلاين ستوديوز. وفقا لمايكروسوفت للألعاب يعد هذا الإجراء جزءا من "إعادة ترتيب أولويات العناوين والموارد" على نطاق أوسع داخل قسم الألعاب في مايكروسوفت. الهدف هو التركيز على العناوين عالية التأثير وزيادة الاستثمار في مجموعة الألعاب والملكية الفكرية الجديدة. وقد أدى إغلاق هذه الاستوديوهات إلى توقف تطوير بعض الألعاب وإعادة تكليف بعض الفرق بمشاريع أخرى داخل بيثيسدا وزينيماكس.
في 16 مايو 2024 قامت شركة غيملوفت بتسريح 136 مطورا في رومانيا. في نفس اليوم قامت شركة فينيكس لابس بتسريح أكثر من 100 مطور وألغت جميع المشاريع الأخرى قيد التطوير. وكتبت الشركة في بيان أنها فعلت ذلك "للتركيز على أفضل عناوين الخدمة الحية لدينا داونتليس وفاي فارم وخدمة مجتمعاتهم".

#### يونيو
في 3 يونيو 2024 أعلنت مجموعة أفالنش ستوديوز أنها ستسرح 50 موظفا أي ما يقرب من 9% من القوى العاملة في الشركة وستغلق استوديوهاتها في نيويورك ومونتريال. وذكر أفالنش ستوديوز أن هذا القرار "ضروري لضمان مستقبل مستقر ومستدام".
في 4 يونيو 2024 أعلنت بيهيفيور إنتراكتيف أنها ستسرح ما يصل إلى 95 مطورا في المقام الأول في استوديو مونتريال الخاص بها كجزء من "التغييرات الهيكلية" الجديدة التي تهدف إلى متابعة "رؤية واضحة".
في 11 يونيو 2024 أعلنت مجموعة سومو أنها تقوم بإعادة هيكلة وتسريح 15% من موظفيها أي حوالي 250 موظفا عبر مواقعها في كندا والمملكة المتحدة وبولندا وجمهورية التشيك والهند.

## قائمة تسريح العمال الرئيسية
| الشركة                    | التاريخ                          | عدد المسرحين | المصدر                             |
| ------------------------- | -------------------------------- | ------------ | ---------------------------------- |
| مجموعة امبريسر            | أغسطس 2023 إلى مارس 2024         | 4,532        | [ 1 ]                              |
| يونيتي تكنولوجيز          | يناير 2023 إلى يناير 2024        | 2,900        | [ 2 ] [ 3 ] [ 4 ] [ 5 ]            |
| مايكروسوفت للألعاب        | January 2023 إلى مايو 2024       | 2,230        | [ 6 ] [ 7 ] [ 8 ]                  |
| إلكترونيك آرتس            | March 29, 2023 & فبراير 28, 2024 | 1,470        | [ 9 ] [ 10 ]                       |
| سوني إنتراكتيف إنترتينمنت | April 2023 إلى فبراير 2024       | 1,045        | [ 11 ] [ 12 ] [ 13 ] [ 14 ]        |
| إيبك غيمز                 | September 28, 2023               | 870          | [ 15 ]                             |
| تيك-تو إنترأكتيف          | سبتمبر 2023 إلى أبريل 2024       | 630          | [ 16 ] [ 17 ]                      |
| ريوت غيمز                 | January 22, 2024                 | 530          | [ 18 ]                             |
| تويتش                     | January 9, 2024                  | 500          | [ 19 ]                             |
| سيجا                      | سبتمبر 2023 إلى مارس 2024        | 438          | [ 20 ] [ 21 ]                      |
| بلايتيكا                  | January 11, 2024                 | 400          | [ 22 ] [ 23 ]                      |
| غيم لوفت                  | مارس 2023 إلى يونيو 2024         | 364          | [ 24 ] [ 25 ] [ 26 ] [ 27 ] [ 28 ] |
| يوبي سوفت                 | سبتمبر 2023 إلى يونيو 2024       | 333          | [ 29 ] [ 30 ] [ 31 ] [ 32 ] [ 33 ] |
| مجموعة سومو               | 11 يونيو 2024                    | 250          | [ 34 ]                             |
| نيانتيك                   | June 29, 2023                    | 230          | [ 35 ]                             |
| أمازون غيمز               | November 13, 2023                | 180          | [ 36 ]                             |
| ديسكورد                   | January 11, 2024                 | 170          | [ 37 ]                             |
| نيت ماربل                 | January 19, 2024                 | 160          | [ 38 ]                             |
| فينيكس لابس               | 16 مايو 2024                     | 146          | [ 39 ]                             |
| وايلد لايف ستوديوز        | February 29, 2024                | 133          | [ 40 ]                             |
| ديجيتال براذرز            | November 14, 2023                | 130          | [ 41 ]                             |
| بيكسل بيريز ستوديوز       | January 17, 2024                 | 120          | [ 42 ]                             |
| مجموعة ثاندرفول           | January 17, 2024                 | 105          | [ 43 ]                             |
| سي دي بروجكت              | July 26, 2023                    | 100          | [ 44 ]                             |
| بيهيفيور إنتراكتيف        | 4 يونيو 2024                     | 95           | [ 45 ]                             |
| سوبرماسيف غيمز            | February 26, 2024                | 90           | [ 46 ]                             |
| ريكون غيمز                | January 25, 2024                 | 70           | [ 47 ]                             |
| إن سي سوفت                | February 2, 2024                 | 70           | [ 48 ]                             |

### إغلاق الاستوديو والناشر الرئيسي
- ألفا دوغ غيمز[8]
- أركين ستوديوز[8]
- Campfire Cabal[49]
- كروب سيركل غيمز[50]
- ديداليك انترتينمنت (development division)[51]
- ديفييجن غيمز[52]
- دبل لوب غيمز[53]
- إلكترونيك آرتس تشيلينغو[54]
- فري راديكال ديزاين[55]
- غالفانيك غيمز[56]
- اندستريال تويز[57]
- انترسبت غيمز[58]
- ليتل رد دوغ غيمز[59]
- ستوديو لندن[60]
- ون بلاير ميشن[61]
- بيسز إنتراكتف[62]
- بكسل أوبس[63]
- ريدج لاين غيمز[64]
- رول7[58]
- سمايل غيت برشلونة[65]
- تانغو جيم وركس[8]
- تريشولد غيمز[59]
- تريكس[66]
- يوبي سوفت لندن[29]
- فيرسيس إيفل[67]
- فوليشن[68]
- ويمو غيمز[69]

### تجريد الاستوديو والناشر
- تويز فور بوب - انفصلت عن أكتيفيجن في فبراير 2024.[70]
- سايبر إنتراكتيف - تم بيعها بواسطة مجموعة امبريسر إلى بيكون إنتراكتف في مارس 2024.[71]
- ريليك إنترتينمنت - تم بيعها بواسطة سيجا لمستثمر خارجي لم يذكر اسمه في مارس 2024.[72]
- هيد أب غيمز - باعتها مجموعة ثاندرفول لشركة مايكركاتس القابضة في مارس 2024.[73]
- جيربوكس سوفتوير - تم بيعها بواسطة مجموعة امبريسر إلى تيك تو إنتراكتف في مارس 2024.[74]

## تفاعلات

### وسائل الإعلام
قارنت بعض وسائل الإعلام عمليات التسريح من العمل في الفترة 2023-2024 بانهيار ألعاب الفيديو عام 1983 عندما انهار سوق ألعاب الفيديو الأمريكية بسبب التشبع المفرط في الألعاب سيئة الصنع ومنخفضة الجودة مما تسبب في دخول صناعة ألعاب الفيديو في ركود لمدة عامين. أثار هذا مناقشات حول "تعطل لعبة فيديو ثان محتمل". انتقد مقال ويندوز سنترال بعنوان "مجموعة امبريسر مثال رئيسي على الدمج السيئ" مجموعة امبريسر بسبب عمليات تسريح العمال المتكررة وإغلاق الاستوديوهات وتخفيض عدد الموظفين. تم تسليط الضوء على إغلاق استوديوهات فوليشن وتسريح العمال في لوست بويز إنتراكتف وإغلاق فري راديكال ديزاين كأحداث ملحوظة.

### الناشرين
أقرت كل من مايكروسوفت وسوني بأن النهج الحالي لا يمكن أن يستمر وتقومان باستكشاف نماذج أعمال بديلة. تناول الرئيس التنفيذي لشركة مايكروسوفت للألعاب فيل سبنسر الركود في صناعة الألعاب معترفا بتداعياته على تخفيض الوظائف والقرارات الصعبة التي تواجهها الشركات. ويؤكد على أهمية توسع الصناعة من أجل الاستدامة على المدى الطويل ويدعو إلى التحول نحو توسيع قاعدة اللاعبين بدلا من التركيز فقط على استخلاص الإيرادات من اللاعبين الحاليين. من خلال إعطاء الأولوية لنمو إكس بوكس من خلال جذب لاعبين جدد ورعاية المبدعين يهدف فيل إلى ضمان القوة والازدهار الدائمين للمنصة والصناعة بشكل عام.
عندما سئل فيل سبنسر عن تسريح العمال في مجال الألعاب تناول كلا من الاتجاه الأوسع للصناعة والجوانب الفريدة المتعلقة بأعمال إكس بوكس الحالية. أعرب سبنسر عن قلقه إزاء نقص النمو في الصناعة وسلط الضوء على الضغط على الشركات المتداولة علنا لإظهار النمو للمستثمرين. يؤدي هذا التدقيق غالبا إلى اتخاذ تدابير لخفض التكاليف عندما يكون نمو الإيرادات راكدا. وشدد سبنسر على حاجة الصناعة إلى التركيز على استعادة النمو لضمان الأمن الوظيفي وفرص العمل للمحترفين. وفيما يتعلق باستراتيجية إكس بوكس ناقش أهمية التفرد وتوسيع قاعدة اللاعبين من خلال إتاحة الألعاب على منصات متعددة. وذكر سبنسر أن كل قرار تتخذه إكس بوكس يهدف إلى تعزيز العلامة التجارية على المدى الطويل حتى لو لم يتفق الجميع مع تلك القرارات. وتطرق سبنسر أيضا إلى الطبيعة المتطورة لأجهزة إكس بوكس مشيرا إلى أن العلامة التجارية تبتعد عن النماذج الحصرية التقليدية للتكيف مع تفضيلات الجماهير الأصغر سنا. أكد سبنسر على أن إكس بوكس يهدف إلى أن يكون منصة حيث يمكن للاعبين العثور على الألعاب التي يريدونها بغض النظر عن الجهاز الذي يستخدمونه بما يتماشى مع إمكانية الوصول والاتجاهات عبر الأنظمة الأساسية التي تظهر بين اللاعبين الأصغر سنا.
صرح رئيس شركة سوني إنتراكتيف إنترتينمنت هيروكي توتوكي أنه يدرك الحاجة إلى إدارة تكاليف التطوير بشكل أفضل في استوديوهات بلاي ستيشن ستوديوز معترفا بالتحديات التي تواجه الصناعة مثل ارتفاع النفقات والجداول الزمنية الطويلة. يؤكد توتوكي على الربحية المستدامة ومعالجة التحديات بشفافية مع تسليط الضوء على أهمية عناوين الطرف الأول التي تحقق النمو عبر الأنظمة الأساسية.
أعرب ويس كيلتنر الرئيس التنفيذي لشركة غان إنتراكتف عن قلقه بشأن تقلص المساحة المخصصة للأفكار الإبداعية والمبتكرة من فرق تطوير الألعاب الصغيرة. لاحظ كيلتنر نقص التمويل للمشاريع المستقلة مما أدى إلى التخلي عن الأفكار الواعدة في مرحلة النموذج الأولي. سلط كيلتنر الضوء على اتجاه عمليات الاندماج والاستحواذ التي تؤدي إلى استوديوهات أكبر ولكن تقلل من الحرية الإبداعية. وشدد على فكرة أن المخاطر هي القوة الدافعة وراء الإبداع في صناعة الألعاب.

### مطوري اللعبة
ردا على تسريح العمال في صناعة الألعاب أعرب المطورون عن مزيج من الإحباط وخيبة الأمل والقلق بشأن المستقبل. شعر الكثيرون بالصدمة من عمليات تسريح العمال خاصة عندما قيل لهم إن الأسباب مرتبطة بضعف أداء الألعاب أو التكاليف غير المستدامة. وأشار بعض المطورين إلى الانفصال بين قرارات الإدارة وواقع تطوير الألعاب مثل تحديد نطاق المشاريع أو الاستثمار في تقنيات محفوفة بالمخاطر دون استراتيجيات واضحة. كانت هناك أيضا انتقادات لكيفية التعامل مع تسريح العمال حيث شعر بعض المطورين أن الشركات أعطت الأولوية لرواتب المديرين التنفيذيين والنفقات غير الضرورية على الاستثمار في تطوير الألعاب.
كانت هناك حالات أنفقت فيها الاستوديوهات بإسراف على الأحداث أو الامتيازات المكتبية قبل وقت قصير من تسريح جزء كبير من قوتها العاملة مما أدى إلى مشاعر الخيانة بين الموظفين. وسلط المطورون الضوء على اتجاهات الصناعة الأوسع التي تساهم في عدم الاستقرار مثل الاعتماد المتزايد على المستثمرين الخارجيين والمساهمين الذين يعطون الأولوية للأرباح قصيرة الأجل على الاستدامة طويلة الأجل. وقد أدى الوباء إلى تفاقم هذه المشكلات لكنه لم يكن المسؤول الوحيد عن موجة تسريح العمال المستمرة. بشكل عام أعرب المطورون عن قلقهم العميق بشأن مستقبل الصناعة والأثر الذي تسببت فيه عمليات تسريح العمال هذه على الروح المعنوية والإبداع. ويخشى الكثيرون من أن عدم الاستقرار الحالي يمكن أن يكون له عواقب طويلة الأمد على كل من الأفراد والصناعة ككل.
في مؤتمر مطوري الألعاب 2024 نظم موظفو إبيك غيمز "جي دي سكريم" حيث تجمع عدد كبير من المطورين في حديقة للصراخ في السماء في "لحظة تنفيس خالصة". أظهر المعرض التجاري على نطاق أوسع العديد من الخطب من الفائزين بالجوائز حول حالة الصناعة.
انتقد دينجا باكابا رئيس استوديو أركين ستوديوز علنا المديرين التنفيذيين لشركة مايكروسوفت للألعاب لقرارهم بإغلاق العديد من الاستوديوهات. وشدد على أهمية رعاية الفنانين والفنانين في صناعة ألعاب الفيديو مسلطا الضوء على أن دورهم هو خلق قيمة للشركات.

## المستقبل

### النقابات
النقابات نادرة نسبيا في صناعة ألعاب الفيديو. ولكن بعد عدة فضائح عامة تنطوي على سوء المعاملة والتمييز الجنسي وتسريح العمال والإرهاق في العمل طور بعض العاملين في اللعبة اهتماما كبيرا بالتنظيم في السنوات القليلة الماضية. بعد بدء العملية في أبريل تقدم الموظفون في المقر الرئيسي لشركة سيجا أمريكا بولاية كاليفورنيا بطلب للانضمام إلى نقابات عمال الاتصالات الأمريكية في 10 يوليو 2023. وفي يوليو فازت نقابة الموظفين المتحالفين في تحسين سيجا (أيغيس) بانتخابات النقابة بنجاح بأغلبية 91 صوتا مؤيدا و26 صوتا معارضا. سيتم تغطية أكثر من 200 وظيفة في مجموعة من المجالات مثل التسويق والألعاب كخدمة والتوطين وتطوير المنتجات وضمان الجودة من قبل الاتحاد.
في 6 أكتوبر 2023 انضم أكثر من 100 مطور في أفالنش ستوديوز إلى النقابات. بعد تعرضهم لتسريح العمال قام بعض العمال في سي دي بروجكت رد بتشكيل نقابة في 9 أكتوبر 2023. ووفقا للنقابة تسببت عمليات التسريح هذه في ضغوط كبيرة وانعدام الأمن بين العمال مما أدى إلى الحاجة إلى حماية وتمثيل أفضل. تهدف النقابة إلى توفير المزيد من الأمن والشفافية وصوت أقوى للعمال في أوقات الأزمات معتقدة أن عمليات التسريح الجماعي للعمال تشكل تهديدا لصناعة الألعاب وأن الانضمام إلى النقابات أمر بالغ الأهمية للحفاظ على إمكاناتها. وقالت النقابة إن أولويتها هي منح موظفي سي دي بروجكت رد صوتا في عملية صنع القرار في الشركة بهدف زيادة استقرار التوظيف. كما تريد أيضا المساعدة في إسماع أصوات العمال بشأن ظروف العمل "على المدى الطويل".
في 5 ديسمبر 2023 أعلن 300 عامل في مجال ضمان الجودة في شركة زيني ماكس ميديا أنهم سينظمون نقابة. بالإضافة إلى ذلك تم الإعلان عن اتفاقية حياد العمل في يونيو 2023 من قبل شركة مايكروسوفت وعمال الاتصالات الأمريكية. وبموجب هذه الصفقة يحق لموظفي أكتيفيجن بليزارد تشكيل نقابة بحرية وقد وعدت مايكروسوفت بالاعتراف بهذا الاتحاد ودعمه. في 8 مارس 2024 انضم 600 عامل من فريق الأسئلة والأجوبة في أكتيفيجن إلى عمال الاتصالات الأمريكية وأنشأوا أكبر اتحاد لمطوري الألعاب في أمريكا الشمالية.

### النمو
على الرغم من تسريح العمال وإغلاق الاستوديوهات وإلغاء مشاريع ألعاب الفيديو فضلا عن ارتفاع التضخم لا يزال سوق ألعاب الفيديو قويا. يعتقد العديد من المستثمرين ومحللي الصناعة أن صناعة ألعاب الفيديو ستتعافى في عام 2025 مع الإصدارات الرئيسية مثل جراند ثفت أوتو 6 ومونستر هانتينغ وايلز وتو إكس هو وديث ستراندنغ 2 وبوكيمون أسطورة: ز-أ وغيرها. ويتوقع المستثمرون أيضا أن تطلق نينتندو أجهزتها الجديدة والتي ستعزز مبيعات وإيرادات ألعاب الفيديو. صرح مات بيسكاتيلا المدير التنفيذي لشركة سيركانا (مجموعة إن بي دي) أن طلب المستهلكين لا يزال قويا لكن المستهلكين يتعرضون لضغوط بسبب التحديات الاقتصادية. بعض أجزاء الصناعة تنمو بالفعل وتتمتع بوضع صحي مثل الهاتف المحمول ويعتقد بيسكاتيلا أن قطاعات أخرى ستحذو حذوها في عام 2025.
وفقا لتقرير شركة برايس ووتر هاوس كوبرز من المتوقع أن تصل قيمة صناعة الألعاب العالمية إلى 321 مليار دولار بحلول عام 2026. وتتوقع شركة ديلويت أن حصة إيرادات شباك التذاكر المسرحية من الملكية الفكرية لألعاب الفيديو سوف تتضاعف بحلول عام 2025. بالإضافة إلى ذلك من المتوقع أن تتضمن معظم منصات بث الفيديو الرئيسية عروضا تعتمد على الألعاب الشعبية. يشير تقرير آخر صادر عن غلوبال داتا إلى أن سوق ألعاب الفيديو يمكن أن تصبح صناعة بقيمة 300 مليار دولار بحلول عام 2025. وتشمل العوامل المساهمة في هذا النمو ألعاب الهاتف المحمول والعروض المبتكرة. تتوقع شركة باين آند كومباني أن عائدات الألعاب العالمية يمكن أن ترتفع بنسبة تزيد عن 50% في السنوات الخمس المقبلة.